# Mari Kodama

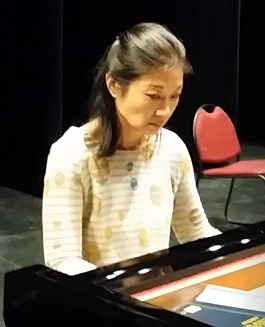
Mari Kodama

Mari Kodama (japanisch 児玉 麻里 Kodama Mari, Kodama Mari, * 1967 in Osaka, Japan) ist eine klassische Pianistin, die bereits in Japan, Europa und Nordamerika arbeitete.

## Leben
Kodama wuchs aufgrund der Stationen ihres Vaters in Deutschland, Paris, Frankreich, sowie in der Schweiz und England auf. Sie und ihre Schwester Momo waren die Kinder einer Pianistin und eines Bankers. Eigentlich wollte sie bereits mit zwei Jahren mit dem Klavierspiel beginnen, aber ihre Eltern hielten sie für zu jung. Mit drei Jahren konnte sie Noten lesen. Bereits im Alter von 10 Jahren hatte sie sich entschieden, Konzertpianistin zu werden und ging nicht zur Vorbereitung auf das Studium nach Japan zurück. Sie studierte im Alter von 14 Jahren Klavier am Conservatoire de Paris bei Germaine Mounier und Kammermusik bei Geneviève Joy-Dutilleux. Bereits als Teenager nahm sie an mehreren europäischen Musikwettbewerben teil. 1984 trat sie mit 17 Jahren erstmals in Japan auf.
Ihr erster großer Auftritt war 1987 mit dem London Philharmonic Orchestra Prokofievs Piano Concerto No. 3. 1995 trat sie in erstmals Carnegies Weill Recital Hall auf.
Sie hat unter anderem mit Tatiana Nikolaeva, Alfred Brendel und ihrer Schwester Momo Kodama zusammengearbeitet.
Kodama trat in ganz Europa, den Vereinigten Staaten und Japan auf. Unter anderem spielte sie auf Mostly Mozart Festival in New York City, Bard Music Festival in Annandale-on-Hudson, New York, dem Hollywood Bowl und dem kalifornischen Midsummer Mozart Festival sowie den europäischen Festivals in Lockenhaus, Lyon, Montpelier, Salzburg, Aix-en-Provence, Aldeburgh, Verbier, La Roque-d’Anthéron und Évian.
Kodama ist Gründungsmitglied von Kammermusikfestivals in San Francisco/USA und Postignano/Italien. Sie und ihr Ehemann Kent Nagano präsentierten die Musical Days in Forest Hill.
Kodama ist mit Kent Nagano verheiratet und hat mit ihm eine Tochter, Karin Kei Nagano, die ebenfalls Pianistin ist.

## Diskographie
- MON AMI, Mon amour – French Repertoire for Cello and Piano. Matt Haimovitz, Mari Kodama. PENTATONE Oxingale Series PTC 5186816 (2020)
- Beethoven – Kaleidoscope: Beethoven Transcriptions. PENTATONE PTC 5186841 (2020)
- Martinu – Double Concertos. Lawrence Foster, Momo Kodama, Sarah Nemtanu, Deborah Nemtanu, Magali Demesse, Orchestre Philharmonique de Marseille. PENTATONE PTC 5186658 (2018)
- Manuel de Falla – Noches en los jardines de España / El sombrero de tres picos. Kazuki Yamada, Mari Kodama, Sophie Harmsen, Orchestre de la Suisse Romande. PENTATONE PTC 5186598 (2017).
- Tchaikovsky – Ballet Suites for Piano Duo. Mari Kodama, Momo Kodama. PENTATONE PTC 5186579 (2016).
- Beethoven – The Piano Concertos and. Triple Concerto. Mari Kodama (piano), Kolja Blacher (violin), Johannes Moser (cello). Deutsches Symphonie-Orchester Berlin. Kent Nagano, conductor. Berlin Classics (2015).
- Beethoven – The Complete Piano Sonatas Mari Kodama. PENTATONE PTC 5186490 (2014).
- Creating Timeless Classics. Works by Robert Schumann, Peter Ilyich Tchaikovsky, Johann Sebastian Bach, Ludwig van Beethoven, Howard Blake. Martin Helmchen, Arabella Steinbacher, Nareh Arghamanyan, Mari Kodama, Julia Fischer, Russian National Orchestra, Concertgebouw Chamber Orchestra, Academy of St Martin in the Fields, Orchestre de la Suisse Romande. PENTATONE PTC 5186531 (2014).
- Beethoven Piano Sonatas Op. 101 & Op. 106 „Hammerklavier“. Mari Kodama. PENTATONE PTC 5186391 (2013).
- Beethoven – Triple Concerto; Piano Concerto No. 3. Mari Kodama (piano), Kolja Blacher (violin), Johannes Moser (cello). Deutsches Symphonie-Orchester Berlin Kent Nagano, conductor Berlin Classics 300331 (2012)
- Beethoven – Piano Sonatas Nos. 9, 10, 19, 20, 24, 25. Mari Kodama. PENTATONE PTC 5186304 (2010).
- Beethoven – Piano Sonatas Op. 2 Nos. 1, 2 & 3. Mari Kodama. PENTATONE PTC 5186067 (2008).
- Beethoven Piano Sonatas op 10 Nos. 1, 2, & 3. Mari Kodama. PENTATONE PTC 5186377 (2011).
- Beethoven – Piano Sonatas Nos. 16, 17 „Tempest“ and 18 „The Hunt“. PENTATONE PTC 5186063(2006).
- Beethoven Piano Sonatas Op.109, Op.110, Op.111. Mari Kodama. PENTATONE PTC 5186389 (2012).
- Beethoven Piano Sonatas Op.22, Op.26, Op.27, Op.54. Mari Kodama. PENTATONE PTC 5186390 (2012).
- Beethoven – Piano Sonatas „Moonlight“ & „Pathétique“ & No.4 Op.7. Mari Kodama. PENTATONE PTC 5186023 (2004).
- Super Audio CD Sampler. Works by Wolfgang Amadeus Mozart, Ludwig van Beethoven, Felix Mendelssohn Bartholdy, Franz Schmidt, Gustav Mahler. Marco Boni, Hartmut Haenchen, Nikolai Korniev, Yakov Kreizberg, Simon Murphy, Kent Nagano, Bram Beekman, Vesko Eschkenazy, Mari Kodama, Miranda van Kralingen, Nikolai Lugansky, Keisuke Wakao, Concertgebouw Chamber Orchestra PENTATONE PTC 5186043 (2003).
- Frédéric Chopin & Carl Loewe – Piano Concertos Mari Kodama, Kent Nagano, Russian National Orchestra. PENTATONE PTC 5186026 (2003).
- Beethoven – Piano Sonatas „Waldstein“, „Appassionata“ and „Les adieux“. Mari Kodama. PENTATONE PTC 5186024 (2003).